# Antonio Palomero

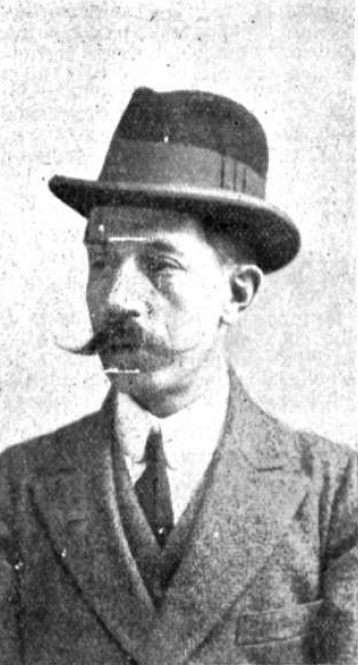
Palomero hacia 1911, por Calvache

Antonio Palomero Dechado (Madrid, 1869-Málaga, 1914) fue un periodista, poeta, escritor y dramaturgo español.

## Biografía
Nació en Madrid. Escritor festivo y autor dramático, según lo describe Ossorio y Bernard, usó el pseudónimo «Gil Parrado». En 1897 era redactor del periódico madrileño El País, para más tarde pasar a El Liberal (1902). Colaboró en La Discusión, La Tribuna Escolar, El Pueblo, La Universidad, La Piqueta, El Radical, Las Regiones, La España Cómica,  La Democracia Social, El Último Mono, La Juventud Republicana, La Ilustración Española y Americana, El Gato Negro, La Lectura (1903), Madrid Cómico, Vida Galante, Alma Española y Nuevo Mundo, entre otras publicaciones periódicas. También trabajó como redactor en los periódicos El Imparcial, El País, Gedéon, ABC y Blanco y Negro. Fue director del diario La Noche.
Dio a la escena varias obras originales y una traducción de Les Romanesques (Los noveleros) de Rostand. Tradujo también la obra de Gastón Leroux, El misterio del cuarto amarillo y publicó: Los padres de la patria, Trabajos forzados, Cancionero de Gil Parrado, Coplas de Gil Parrado, seudónimo con el que solía firmar sus versos humorísticos y satíricos.
Fue autor de obras como Versos políticos, Los padres de la patria y Croniquillas. Escribió también las obras dramáticas La trompa de caza, Madrid-Colón, La boda de la Tomasa, Viaje á Suiza, El ciudadano Simón, Un padre de la patria, Pepito, El juicio del año y La trompa de Eustaquio, en colaboración con Enrique García Álvarez, así como colaboró con Celso Álvarez en algunas de sus obras más celebradas.

## Obras
- Cancionero de Gil Parrado, poesía
- Coplas de Gil Parrado, poesía.
- Versos políticos (1895) poesía
- El ciudadano Simón (1894) comedia
- El amigo Teddy (1895) comedia
- Raffles, (1911) comedia
- El desconocido (1923) comedia
- Pepito (parodia de Juan José)

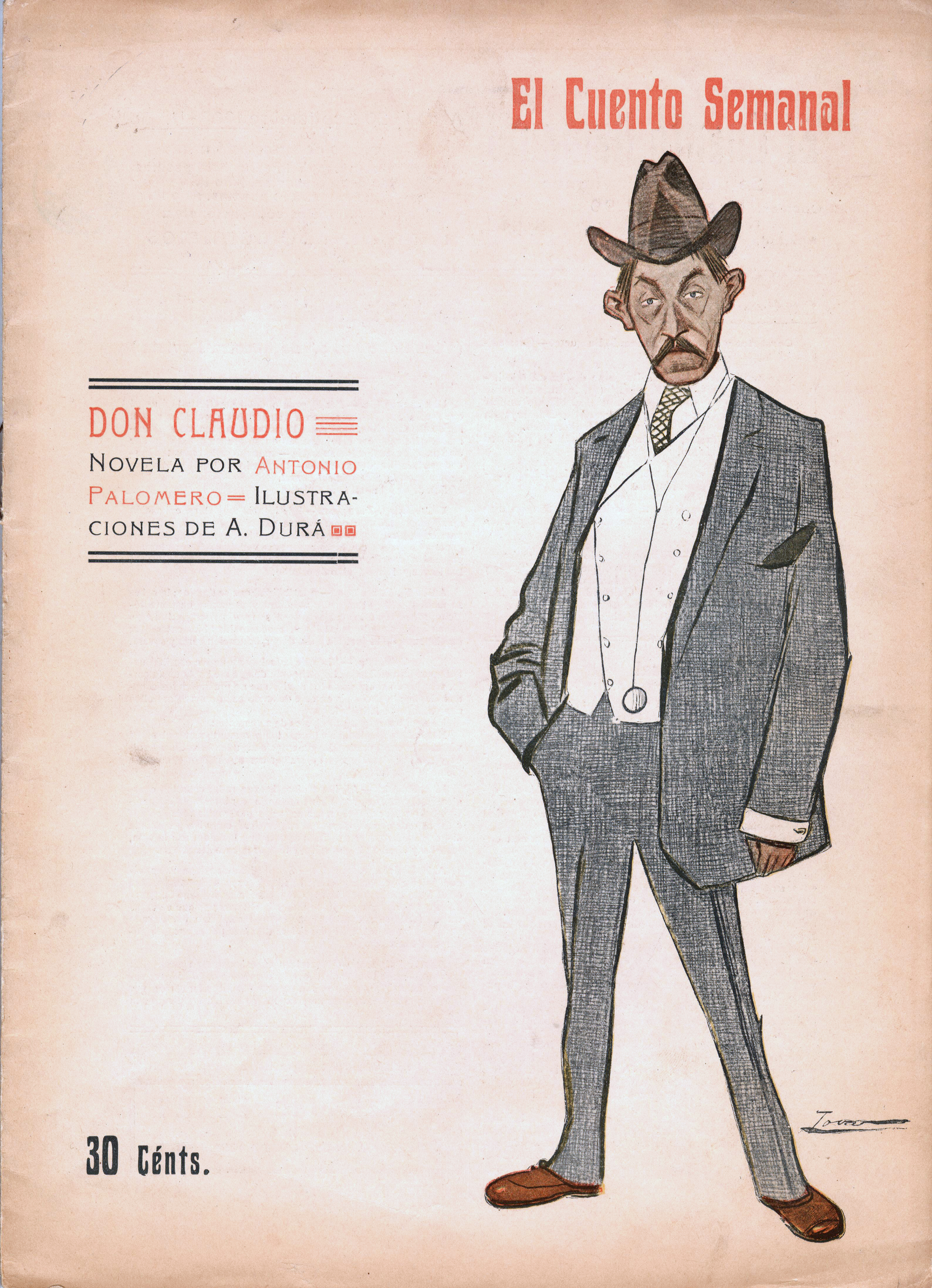
Don Claudio, nº 38 de El Cuento Semanal (20 de septiembre de 1907). Portada de Tovar.

- La boda de la Tomasa(Juguete cómico lírico)1893, con Angel Pérez y música de Rafael Calleja Gómez
- El juicio del año (zarzuela) 1896
- El verdadero conde (zarzuela) 1897
- La boleta del alojamiento (zarzuela) 1906
- Don Claudio (novela) 1907.
- Madrid (zarzuela)
- Madrid-Colón (zarzuela)
- Que salga el autor (zarzuela)
- El libro de los elogios